# Santa Ana (kommun i Honduras, Departamento de La Paz)
Santa Ana är en kommun i Honduras.   Den ligger i departementet Departamento de La Paz, i den sydvästra delen av landet, 80 km väster om huvudstaden Tegucigalpa. Antalet invånare är 9 309. Arean är 198 kvadratkilometer.
Terrängen i Santa Ana är lite bergig.